# 33 km (przystanek kolejowy w obwodzie lwowskim)
33 km (ukr. 33 км, ros. 33 км) – przystanek kolejowy w miejscowości Chlebowice Wielkie, w rejonie lwowskim, w obwodzie lwowskim, na Ukrainie. Leży na linii Lwów – Czerniowce.